# تارنوف
تارنوف () (به لهستانی: Tarnów) (به آلمانی: Tarnau) (به اوکراینی: Тарнів) (به ییدیش: טארנא) یکی از شهرهای جنوب شرقی لهستان است. جمعیت این شهر در ژوئن سال ۲۰۰۹ میلادی بالغ بر ۱۱۵٬۳۴۱ نفر بوده که این رقم با احتساب جمعیت حومهٔ شهر به ۳۱۲٬۰۰۰ نفر می‌رسد.